# Sclérocyte

Sclérocyte en vert

Les sclérocytes chez les éponges, en particulier les calcisponges, sont des cellules présentes dans la mésohyle qui élaborent les spicules calcaires.